# Salași, Iavoriv
Salași (în ucraineană Салаші) este un sat în așezarea urbană Nemîriv din raionul Iavoriv, regiunea Liov, Ucraina.

## Demografie
Componența lingvistică a localității Salași
     Ucraineană (99,68%)
     Alte limbi (0,32%)
Conform recensământului din 2001, majoritatea populației localității Salași era vorbitoare de ucraineană (99,68%), existând în minoritate și vorbitori de alte limbi.